# Společný hrob a památník rudoarmějců (Lomnice)
Společný hrob a památník rudoarmějců se nachází v zadní části hřbitova, v katastrálním území Lomnice u Rýmařova, v okrese Bruntál v Moravskoslezském kraji. Památník je chráněn od roku 1974 jako kulturní památka a je zapsán v Ústředním seznamu kulturních památek ČR. Hrob je evidován v centrální evidenci válečných hrobů (CZE-8103-08015).

## Historie
Na jižním okraji obce Lomnice, při hranici s obcí Dětrichov nad Bystřicí, byl vybudován v roce 1938 zajatecký tábor. Prvními zajatci byli, po anšlusu Rakouska, ti, kteří odmítali vojenskou službu, především Rakušané. Po napadení Sovětského svazu  sem byli  přiváženi sovětští zajatci. Tábor byl, na ploše dvou hektarů, projektován pro 500 osob, ale zajatců v něm bylo mnohem víc. K ubytování sloužily dřevěné baráky a zajatci byli využíváni k těžké práci. Nevhodné podmínky umožňovaly šíření infekčních nemocí, těžká práce a hrubé zacházení způsobovalo úmrtí zajatců. V období od 5. října 1941 až do 5. února 1945 bylo do společného hrobu u farního kostela svatého Jiří na místním hřbitově pohřbeno 323 obětí.
Památník obětem zajateckého tábora vznikl v roce 1961 a jeho autorem byl Karel Lenhard. V roce 1978 byl úplně přestavěn, podle návrhu Vladislava Gajdy, Evžena Schollera a Josefa Havlíčka.

## Popis
Původní památník tvořila plocha neoznačených hrobů, mezi nimi byla na hranolovém podstavci socha truchlící matky. Plastika klečící ženy se skloněnou hlavou a rozpuštěnými vlasy, která držela v rukou kyticí květů. Na podstavci byl česko-ruský nápis:
Památce 323 rudoarmejců
ubitých za II. 
světové války
v zajateckém táboře
v Lomnici u Rýmařova

Nový památník je tvořen vyvýšenou pietní plochou, s nižšími zídkami. Na ploše na pozadí je vyšší stéla ze dvou částí. Uprostřed je otvor a v něm je na vysokém ostnatém stvolu bronzová růže. Stély jsou provedeny z bloků godulského pískovce.